# Station Stawiany Pińczowskie
Station Stawiany Pińczowskie is een spoorwegstation in de Poolse plaats Stawiany.